# Pont Walt Whitman
Pour les articles homonymes, voir Whitman et Walt Whitman (homonymie).
Le pont Walt Whitman est un pont suspendu qui franchit le fleuve Delaware entre Philadelphie (Pennsylvanie) et Gloucester City (New Jersey), au nord-est des États-Unis. Il fait partie de l'I-76 et mesure 3 651,81 mètres de long au total. Il a été baptisé en l'honneur du poète américain Walt Whitman. Le pont est la propriété de la Delaware River Port Authority. Sa construction commença en 1953 et il fut ouvert à la circulation le 16 mai 1957. 

## Annexe